# Saint-Pierre-de-Genebroz
Saint-Pierre-de-Genebroz es una comuna francesa situada en el departamento de Saboya, en la región de Auvernia-Ródano-Alpes.

## Demografía
| 208 | 207 | 198 | 212 | 219 | 260 | 319 |
| Para los censos de 1962 a 1999 la población legal corresponde a la población sin duplicidades (Fuente: INSEE [Consultar]) |     |     |     |     |     |     |